# کریچر (دهانه)
کریچر یک دهانه برخوردی در ماه‌ است.

## دهانه‌های اقماری
این دهانه ۶ دهانه اقماری دارد.
| Kircher | عرض جغرافیایی | طول جغرافیایی | قطر          |
| ------- | ------------- | ------------- | ------------ |
| A       | ۶۶.۱° S       | ۴۲.۱° W       | ۲۹.۰ کیلومتر |
| C       | ۶۶.۹° S       | ۳۷.۵° W       | ۱۱.۰ کیلومتر |
| B       | ۶۵.۰° S       | ۴۳.۱° W       | ۱۲.۰ کیلومتر |
| E       | ۶۹.۱° S       | ۵۰.۱° W       | ۲۰.۰ کیلومتر |
| D       | ۶۷.۵° S       | ۴۹.۸° W       | ۳۹.۰ کیلومتر |
| F       | ۶۶.۱° S       | ۳۸.۹° W       | ۱۰.۰ کیلومتر |